# Фалкон-Меса (Техас)
Фалкон-Меса (англ. Falcon Mesa) — переписна місцевість (CDP) в США, в окрузі Сапата штату Техас. Населення — 523 особи (2020).

## Географія
Фалкон-Меса розташований за координатами 26°52′15″ пн. ш. 99°17′28″ зх. д. / 26.87083° пн. ш. 99.29111° зх. д. (26.870809, -99.291011).  За даними Бюро перепису населення США в 2010 році переписна місцевість мала площу 8,97 км², з яких 3,93 км² — суходіл та 5,03 км² — водойми.

## Демографія
Згідно з переписом 2010 року, у переписній місцевості мешкало 405 осіб у 160 домогосподарствах у складі 111 родини. Густота населення становила 45 осіб/км².  Було 392 помешкання (44/км²).
Расовий склад населення:
| - 85,9 % — білих - 2,5 % — азіатів - 1,0 % — чорних або афроамериканців - 10,1 % — осіб інших рас |

До двох чи більше рас належало 0,5 %. Частка іспаномовних становила 61,0 % від усіх жителів.
За віковим діапазоном населення розподілялося таким чином: 26,2 % — особи молодші 18 років, 46,6 % — особи у віці 18—64 років, 27,2 % — особи у віці 65 років та старші. Медіана віку мешканця становила 42,9 року. На 100 осіб жіночої статі у переписній місцевості припадало 122,5 чоловіків;  на 100 жінок у віці від 18 років та старших — 103,4 чоловіків також старших 18 років.
Середній дохід на одне домашнє господарство  становив 73 440 доларів США (медіана — 50 466), а середній дохід на одну сім'ю — 91 065 доларів (медіана — 52 083). За межею бідності перебувало 6,9 % осіб, у тому числі 0,0 % дітей у віці до 18 років та 0,0 % осіб у віці 65 років та старших.
Цивільне працевлаштоване населення становило 252 особи. Основні галузі зайнятості: мистецтво, розваги та відпочинок — 26,2 %, публічна адміністрація — 23,4 %, освіта, охорона здоров'я та соціальна допомога — 12,3 %, сільське господарство, лісництво, риболовля — 11,5 %.